# Каниев, Арман Бактанович

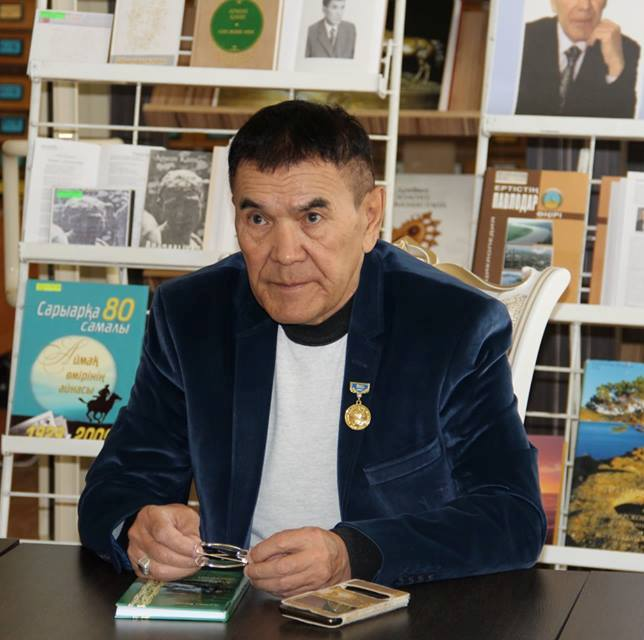
Арман Кани

Арман Бактанулы Кани (род. 22 февраля 1954, г. Павлодар) — казахский поэт-борец, журналист, общественный деятель.умер 02.09.2022

## Биография
Арман Кани (до 2013 года Каниев) в 1954 году 22 февраля родился в семье рабочих в г. Павлодаре. Отец Бактан (1909—1995 гг) занимался охотой. Дед Кани Абжанулы (1976—1933 гг) приходится родственником известного поэта-композитора Мади Бапиулы. Бабушка Касип (1888—1938 гг) является дочерью известного поэта-композитора Жаяу Мусы Байжанова.
Арман с детства наизусть знал легенды и рассказы своих предков. Мама будущего поэта Сайран Касенкызы (1922—1959 гг) ушла из жизни, когда ему было пять лет, в последующем любознательного ребенка воспитывала Камила Толеужанкызы (1916—2001 гг). Старший брат Камилы Акылбек Мукажанулы также участвовал в воспитании маленького Армана, которому стар и млад с уважением обращались «Дядя».
1961 году Арман переступил порог школы имени Абая в Павлодаре. 1964 году семья Каниевых переселилась в село Акшиман Баянаульского района, (ныне Акшиман относится к Майскому району), где глава семейства работал табунщиком-коневодом.
Юная пора. Организация «Жас улан»
1969 году Арман Кани выступил инициатором создания организации «Жас улан» среди юных националистов-сверстников в стенах школа-интернат в Павлодаре. В те годы 15 летний начинающий поэт писал стихи, разоблачающие кремлёвскую национальную политику.
Через некоторые время данная организация привлекла внимание государственного комитета безопасности и на активных членов националистической организации было возбуждено уголовное дело по 58 статье. За судьбу юных активистов вмешался 1 секретарь компартий Казахстана Динмухаммед Кунаев, в результате чего большинство молодых ребят ограничились лишь наказанием на уровне администрации школы. Но активистов, особенно лидера нацорганизации Армана Кани наказали жестче, вплоть до исключения из комсомола и отчисления из учебы по собственному желанию. Администрация школы в табели успеваемости Кани поведение оценила на тройку и категорически отказалась выдавать характеристику. То есть, с такими отметками продолжить учебу было невозможным.
Не достигнув совершеннолетия Кани был вынужден идти чернорабочим, даже в районной газете стихи его печатать отказались. Таким образом, на творчестве и продолжении обучения молодого акына был поставлен жирный крест.
Позже в одном из детских садов Павлодара открылась группа с казахским языком обучения, чему послужили события жасулановцев, которым некогда заведовал Кани. Немного времени спустя выше упомянутое дошкольное учреждение перешло на полное казахское обучение, назвав себя «Ақ бұлақ», следом в Павлодаре начали появляться улицы и магазины носящие казахские названия.

## Общественная жизнь
В 1974 году вернувшись из армий, Арман Кани начал работать водителем и строителем в селе Чапаева (ныне Саты) Майского района, параллельно окончил 10 класс в Чапаевской средней школе. Женился в 1976 году. Супруга — Аханбаева Бахыт Копеевна (1958 гр) дети — Дана (1977 гр), Дарига (1981), Рауан (1986-2001гг).
1995 году заочно окончил факультет казахского языка и литературы Павлодарского государственного университета имени С.Торайгырова. 1978 году переехал в Павлодар и устроился в доме, где родился.
1986 году во время декабрьских событий в Алматы с несколькими соратниками попытались поддержать декабристов. В феврале 1989 года поддержал открытое заявление Олжаса Сулейменова по прекращению ядерных испытаний в Семипалатинском ядерном полигоне. Заявлению подписали несколько десятков тысяч павлодарцев, благодаря одиночному пикету Кани, в близи центральной площади города.
1990—1991 гг Арман Кани активно участвовал в развитии движений «Азат», «Семей- Невада», общество «Қазақ тілі». Идею по продвижению родного языка национал патриот активно претворял в жизнь на страницах газеты «Ертіс дидары», редактором которой сам являлся.

## Творческий путь
1982 году 6 августа Арман Кани наконец пережил радостный момент своего творчества. Подборка стихов «Тамшылар» («Дождинки») появились на страницах республиканской литературной газеты «Қазақ әдебиеті», с предисловием известного поэта, лауреата Ленинской премии комсомола Казахстана Жумекена Нажмиденова. 1983 году на фестивале «Жігер» организованный совместно с Союзом писателей Казахстана и организацией комсомолов Казахстана он стал дипломантом. 1985 году с благословения яркого представителя казахской поэзии Куандыка Шангытбаева его стихи печатаются в журнале «Жалын». 2001 году выходить первый сборник «Ар алдында» («Перед совестью»), за которые автор получает высокую оценку Народного писателя Казахстана Музафара Алимбаева. За этот сборник в слете «Қауышу» творческой интелегенций г. Павлодара Арман Кани удостоился звания «Лучший поэт года». Он — победитель, призёр многих областных и республиканских конкурсов. 2005 году вступил в ряды Союза писателей Казахстана и в 2012—2020 годы возглавлял областной филиал.
С 2012 года член Союза Журналистов Казахстана.
Арман Кани единственный поэт диссидент из павлодарской земли, который в 1970-80 годы пережил нелегкие времена и тяготы гонения. Биография творческого борца довольно отличается от других акынов-соратников, имеет большой авторитет среди коллег по цеху за гражданскую позицию, политические взгляды и острое перо. На сегодняшний день ему посвящают стихи и о творческой деятельности пишут научно-исследовательские работы.

## Произведения
Стихи Армана Кани носят политическо-гражданский, религиозно философский, дерзкий и четкий характер. Лирические, патриотические стихи также пользуются популярностью среди местных читателей. Он пишет о людях, жизни, обществе и часто раскрывает теневые стороны действительности. Во всех строках проявляется его гражданское кредо. Ряд стихов поэта были переведены Виктором Семерьяновым, Константином Луниным, Масгутом Нурмагамбетовым на русский язык.
За плечами поэта также имеются поэмы «Акшабике», «Алтынның буы» и рассказы «Сарышегір», «Нарқасқа», «Қыз құлаған құз», «Көк базарда», «Оралу».

### Награды
Орден «Құрмет» (2021 г), «Заслуженный деятель Казахстана» (2013 г), международная литературная премия «Алаш» (2016 г), «За вклад в Павлодарскую область» (2012 г), «Почетный гражданин города Павлодара» (2015 г), «Почетный гражданин Баянаульского района» (2013 г), «Почетный гражданин Майского района» (2020 г).
За общественно-политическую активность также был награжден медалями «20 лет Независимости Республики Казахстан» (2011 г), «25 лет Независимости Республики Казахстан» (2016 г), «75 лет Павлодарской области» (2012 г), «550 лет Казахскому ханству» (2015 г), «30 лет декабрьским событиям» (2016 г), «25 лет движению Невада-Семей» (2014 г) и удостоился медалей Кайсына Кулиева Российского Лермонтовского комитета (2019 г), почетного знака «Тіл жанашыры» (2015 г), а также награжден благодарственными письмами общественного комитета «Тарихи әділеттілік» («Историческая справедливость») и Международного общества «Қазақ тілі» («Казахский язык»).